# Kevin West
Pour les articles homonymes, voir West.
Kevin West est un acteur américain né le 4 mars 1965 à Los Angeles, Californie (États-Unis).

## Filmographie
- 1989 : Touche pas à ma fille (She's Out of Control) de Stan Dragoti : Executive #2
- 1990 : Les Tomates tueuses contre-attaquent (Killer Tomatoes Strike Back!) : Bank Teller
- 1990 : Angel of Death (TV) : Toy Store Clerk
- 1991 : Killer Tomatoes Eat France! : Concert MC
- 1991 : Killer Instinct : Egghead
- 1991 : Delusion : Thug #1
- 1992 : Toys : Technician with Tigers
- 1993 : The Opposite Sex and How to Live with Them : Tour Guide
- 1993 : Proposition indécente (Indecent Proposal) : Screenwriter
- 1993 : Super Mario (Super Mario Bros.) : Devo Controller
- 1994 : Last Resort : Dorky Man
- 1994 : Trou de mémoire (Clean Slate) : Store Clerk
- 1994 : Blankman : Gay Man
- 1994 : Junior : Lyndon Executive
- 1995 : Houseguest de Randall Miller : Vincent Montgomery
- 1996 : Echo of Blue : Art
- 1996 : Bio-Dome de Jason Bloom : T.C. Romulus
- 1996 : Vengeance froide (Heaven's Prisoners) : Pencilman
- 1996 : Monsieur Papa... (Quand le Père Noël s'en mêle) : Dr. Flint
- 1998 : The Thin Pink Line : Father Barnes
- 1998 : I Love L.A. (L.A. Without a Map) : Spielberg Man
- 1999 : Can't Stop Dancing : Clyde
- 1999 : Inferno : Vern
- 1999 : Let the Devil Wear Black : Pharmacist
- 2000 : The Dukes of Hazzard: Hazzard in Hollywood (TV) : Freddy the Ferret
- 2000 : 60 secondes chrono (Gone in Sixty Seconds) : Intern #1
- 2000 : Murder Party (Four Dogs Playing Poker) : Bank Manager
- 2004 : Back by Midnight : Lance
- 2005 : Myopia : Trail Guy